# Vlčinec (hrad)
Vlčinec je zaniklý hrad jižně od Žďáru nad Metují v okrese Náchod v Královéhradeckém kraji. Nachází se nad soutokem Metuje s Dunajkou nedaleko Petrovic. Pozůstatky hradu jsou chráněny jako kulturní památka.
Podle archeologických nálezů hrad vznikl v době na přelomu třináctého a čtrnáctého století a už před polovinou čtrnáctého století zanikl. Jeho zakladatelem byl snad opat Bavor z břevnovského kláštera, který jej nechal postavit k ostraze odlehlého klášterního majetku.

## Historie

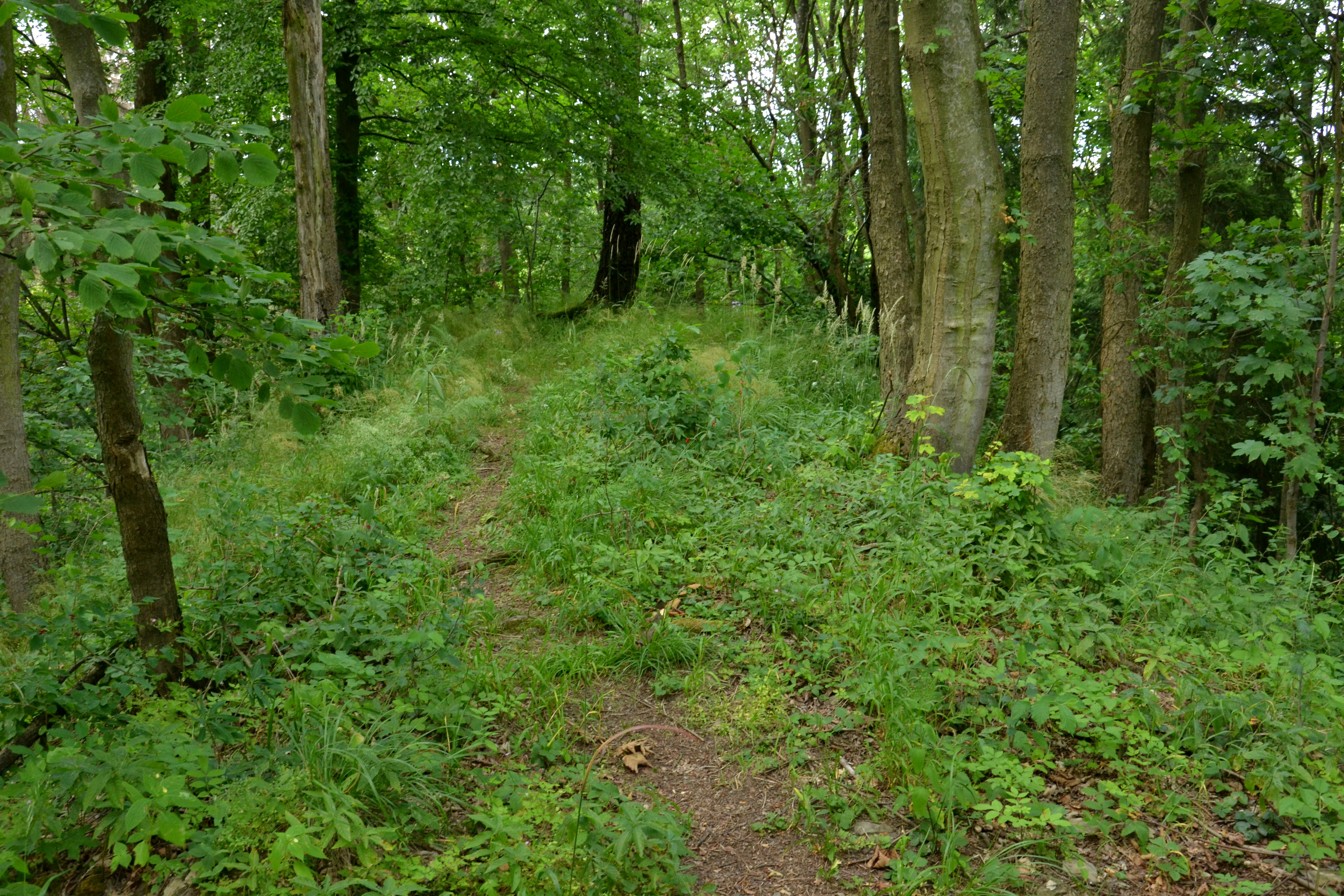
Předhradí

Podle Augusta Sedláčka hrad založil Bavor, opat břevnovského kláštera. Hrad byl opěrným bodem vzdáleného klášterního panství, které mniši roku 1341 rozšířili přikoupením vsí Petrovice, Petrovičky, poloviny Hodkovic a Dřevíče od Hynka z Dubé. Pozdější břevnovský opat Oldřich II. v letech 1366–1378 pronajal vsi Petrovice, Petrovičky, Maršov menší a Dřevíč Janu Kdulincovi a jeho manželce Bonuši. Zástavní držitel vsí měl podle Sedláčka sídlit na Vlčinci.
V roce 1390 získal polický probošt Petr a jeho bratr Kuneš z Pravětic povolení dotyčné vsi od Jana Kdulince vykoupit a do své smrti užívat. V roce 1406 byl hrad pustý a za dva groše úroku pronajatý Strádalovi ze vsi Vysoká Srbská. Definitivně měl hrad zaniknout v roce 1422 při vojenské akci husitů, přičemž pověst o dobývání hradu zahrnul Alois Jirásek do Starých pověstí českých.

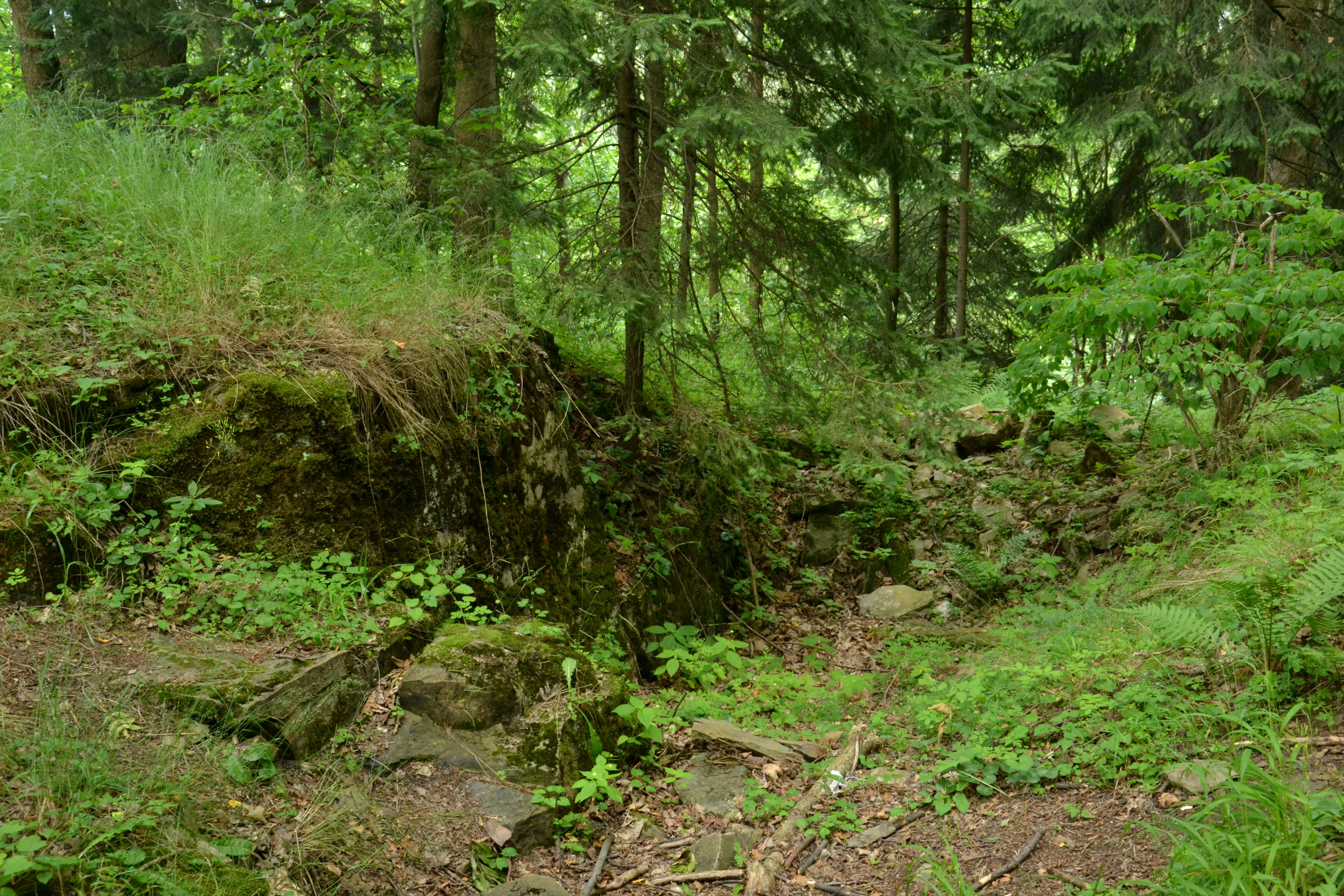
Příkop mezi hradním jádrem a předhradím

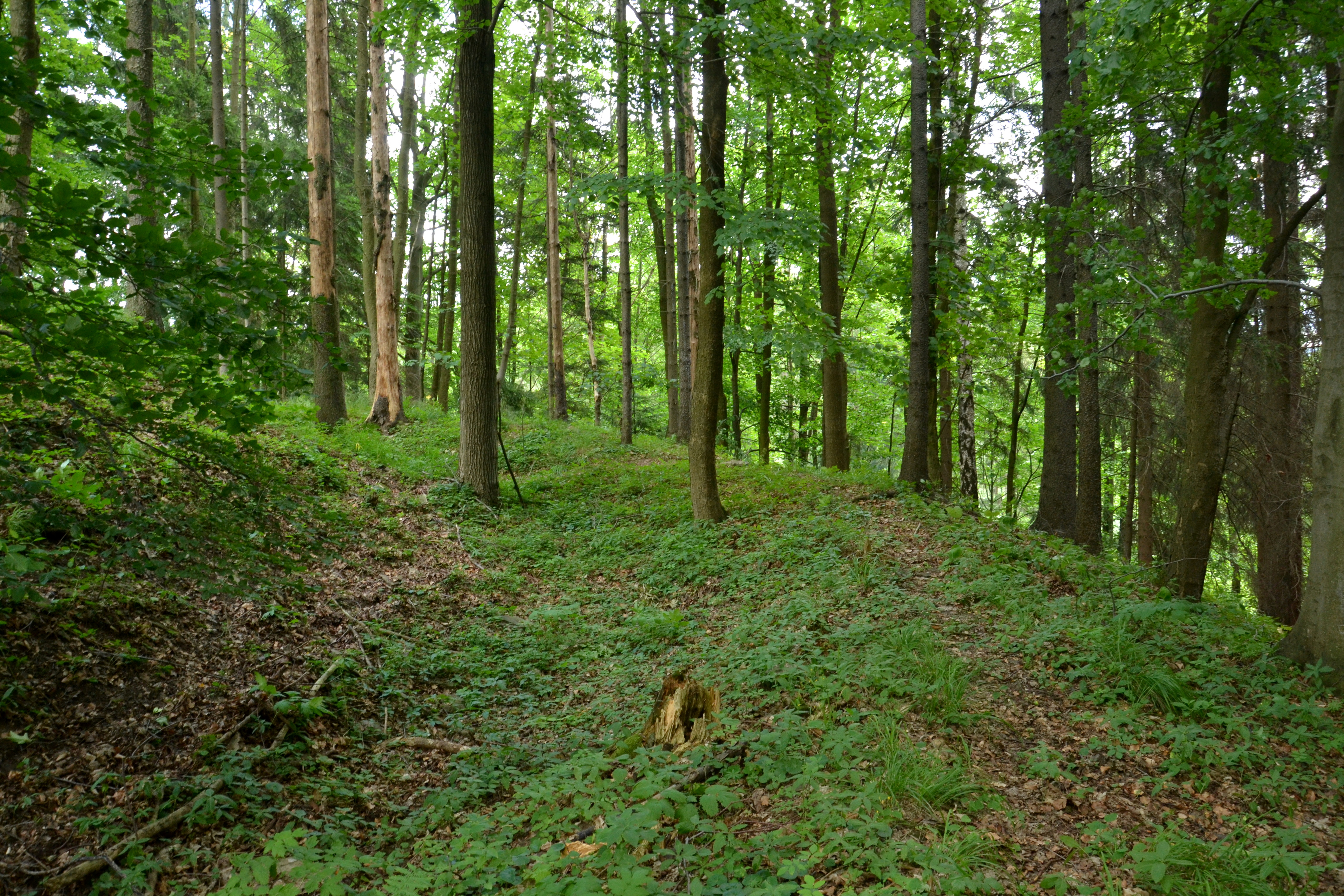
Pozůstatky zemního opevnění na jižní straně hradu

Dějiny hradu sestavené na základě písemných pramenů jsou v rozporu s hmotnými nálezy z lokality. Jediným písemným pramenem, který zmiňuje jmenovitě Vlčinec, je břevnovský urbář z roku 1406. V záznamu o pronájmu je však uvedena pouze hora. O tom, že se zmínka nevztahuje k hradu, svědčí i nízký nájem dvou grošů. Existenci hradu v době na začátku patnáctého století zpochybnil už Václav Vladivoj Tomek a po něm další badatelé, kteří předpokládali založení hradu na začátku husitských válek a jeho zánik okolo poloviny patnáctého století.
Archeologické nálezy z hradu pochází z první třetiny čtrnáctého století a podporují tak názor Antonína Hejny, že Vlčinec byl založen opatem Bavorem mezi lety 1290 až 1332. V tom případě by hrad stál jen krátkou dobu a už před rokem 1341 zanikl.

## Stavební podoba
Podobu Vlčince předurčila nezvykle dlouhá a úzká ostrožna, na níž byl postaven. Hrad byl dvoudílný. Prostor předhradí neobsahuje žádné stopy zástavby. Jediným pozůstatkem budov je neodborně vykopané zdivo obdélné budovy v zadní části jádra, ale starší plány hradu v jejích místech uváděly okrouhlou věž. Klesající závěr ostrožny byl opevněn příkopy a valy.